# Great Pleasure
Great Pleasure è il primo album solista di Masami Shiratama (in arte "Tama").

## Il disco
L'album venne registrato poco dopo la separazione di Shiratama dalla sua band, i Porno Graffitti, e pubblicato il 21 dicembre 2005.
L'album contiene 12 tracce, tutte scritte dal compositore, e vede collaborazioni come il rapper E.P.E e la idol azumi. Molte delle tracce sono strumentali.

## Lista tracce
Testi e musiche di Tama.
1. Break it Now
2. Drift
3. (Everywhere) U~īgō!!! ((Everywhere)ウィーゴー!!!?)
4. Fuzz Butterfly
5. our Sin
6. Macaroni(wes)
7. Smoky
8. Cannonball train
9. Desert Moon
10. 3rd Kuraishisu (3rd クライシス?)
11. Break it Now (Melody Track)
12. Fuzz Butterfly (Melody Track)

## Formazione
- Masami Shiratama – voce, chitarre, tromba, tastiere, basso, programmazione
- E.P.E – voce in Break it Now
- azumi – voce in Fuzz Butterfly